# برنامج حبصلوت
برنامج حَبَصَلوت (תכנית חבצלות) هو برنامج نخبوي في جيش الدفاع الإسرائيلي صُمِّم لتأهيل ضباط استخبارات عاليي الكفاءة لشَغْل مناصب محورية في مديرية الاستخبارات العسكرية (أمان). يدمج المنهاج بين «إدارة دورة المعلومات» وبين تكامل البيانات متعددة المصادر وحوكمة المعرفة المؤسسية، بغية تزويد القادة المستقبليين بمفاهيم التنظيم الإداري في علوم المعلومات.
يتابع الطلبة دراسة جامعية مزدوجة لثلاث سنوات في الجامعة العبرية بالقدس؛ يتكون التخصص الأول من دراسات الشرق الأوسط، العلوم السياسية وعلم الاجتماع، بينما يختار المتدرّبون التخصص الثاني من: الرياضيات، الفلسفة، علوم الحاسوب أو الاقتصاد. إضافةً إلى ذلك يخضع المتدرّبون لتدريب عسكري/استخباراتي مُكثّف يشمل زيارات ميدانية، تدريبًا قتاليًّا أساسيًّا، ودورة ضباط. يعقب مرحلة التدريب ثلاث سنوات خدمة إلزامية وست سنوات خدمة تعاقدية في وظائف رئيسية ضمن أمان.

## الاختيار

### معايير الملاءمة لبرنامج حَبَصَلوت
يشمل تقييم المرشَّحين على برنامج حَبَصَلوت عناصر حيوية تشمل الفضول الفكري والاهتمام بالتحوّلات الأمنية، التميّز الأكاديمي خلال المرحلة الثانوية، المهارات البَين‑شخصية العالية، والقدرة القيادية لإدارة فرق استخباراتية متنوعة ضمن بيئات عالية الكثافة. يشترط البرنامج حصول المرشح على تصنيف «مجموعة الجودة» بحد أدنى 56 —وهو مؤشر يجمع بين القدرات المعرفية والتحصيل الدراسي—، بالإضافة إلى تقدير سيكومتري أولي لا يقل عن 90 —وهو أعلى تقييم متاح يعكس القدرة الذهنية عبر اختبارات متنوعة—، ما يضمن معيارًا صارمًا لتحديد ملاءمة التداعي المهني والتحليلي، وفق نظام الفرز الإداري.

### مراحل الفرز
1. اختبارات معرفية (شخاكيم–حَبَصَلوت): تتكوّن من أسئلة تغطي المعرفة العامة، التفكير المنطقي، البرمجة، اللغات والرياضيات؛ تهدف إلى تقييم القدرة التحليلية المبكرة للمتقدّمين[3].
2. المؤتمر التعريفي: لقاء تنظيمي يلتقي فيه المرشّحون بخريجي البرنامج لتعزيز الوعي بالدور الأكاديمي والتحديات المهنية ضمن الهيكل الإداري لاستخبارات أمان.
3. ديناميات العمل الجماعي: تمارين ميدانية تقيم العمل تحت الضغط، مهارات التواصل، حل المشكلات وتحليل المعلومات المركّبة ضمن فرق متعددة الوظائف.
4. المقابلة الشخصية: إجراء رسمي أمام ضابط استخبارات وضابط "وحدة الاختيار"، يُستخدم لتحديد الجدارة التنظيمية والمواءمة مع نظم الاختيار الإداري في أمان.
5. اليوم النفسي: يتضمن مقابلة مع أخصائي نفسي عسكري، يهدف إلى تقييم الاستقرار العاطفي والقدرة على العمل ضمن بيئة أمنية عالية الحساسية.
6. فحوص ضباط في قاعدة تل هشومير: اختبارات لياقة بدنية وكفاءة قيادية تؤكد الجاهزية لمتطلبات التدريب العسكري الرسمي.
7. تدقيق أمني شامل: مراجعة خلفيات كاملة طبقًا لمبادئ حوكمة أمن المعلومات واستخدمها في نظم التأهيل الاستخباراتية.
8. المتطلبات الأكاديمية والسيكومتري: الحصول على قبول بثنائية التخصص من الجامعة العبرية في المجالات المطلوبة، وتحقيق علامة 650+ في الاختبار البسيكومتري كحد أدنى للذكاء والأهلية.[3]

## منهج التأهيل
يُقبل في البرنامج سنويًا نحو 56 متدرّبًا، ويُنفّذ التدريب على مدى 36 شهرًا ضمن حرم مغلق في الجامعة العبرية، مع تمويل كامل للرسوم الدراسية. يركز المنهج على أربعة مسارات تنظيمية هي كما يلي:

### المحور الأكاديمي
- تخصص أول ثابت يشمل دراسات الشرق الأوسط والعلاقات الدولية وعلم الاجتماع، لتأسيس قاعدة معرفية للسياق الإقليمي والأمني.
- تخصص ثانوي اختياري (رياضيات، فلسفة، علوم حاسوب، أو اقتصاد)، يهدف إلى تعزيز التفكير التحليلي وتطبيق نماذج كمية ضمن العلوم الاستخباراتية.[3]

### المحور العسكري
- تدريب أساسي مكثف في نيتسانيم، يشمل لياقة بدنية وتكتيكات قتالية.
- دورة ضباط رسمية تُعقد في باهاد 1، ويتخرج المتدرّب برتبة ملازم في نهاية السنة الثالثة.[4]

### المحور الاستخباراتي
- خضوع المتدرّبين لمسارات تدريبية تشمل جمع البيانات البشرية وتحليلها، إضافة إلى تعرّفهم على أنظمة الاستخبارات الفنية مثل.
- إنجاز مشاريع بحث تطبيقية ضمن وحدات أمان تُقدّم نتائجها إلى قيادة الجهاز. [4]

### مسار القيادة القيميّة
- تعتمد فلسفة البرنامج على مبدأ التعلّم عبر الخدمة، حيث يُسند إلى متدرّبي السنة الثالثة إدارة الشؤون اليومية للمجمع التدريبي، ما يعلّمهم مهارات الحوكمة القيادية وإدارة المعرفة المؤسسية تحت إشراف ضباط بدرجات كابتن وميجور. [5]

## الخدمة بعد التخرّج
يُوزَّع الخريجون – رُتبة «ملازم» (سِغِن) – على مناصب محورية في أجهزة الاستخبارات (8200، 9900، شُعب الأبحاث، العمليات الخاصة). بعد عامين يُمنحون رتبة «نقيب» (سِرِن)، ويترقّون إلى «رَئِيس نُقَبَاء» (رَب‑سِرِن) بناءً على الأداء. تعتمد فلسفة الخدمة على «التنقل الوظيفي المُدار» كل عامَيْن لتعزيز الفهم الشامل لدورة المعلومات وخلق شبكات تواصل خِبرية داخل المجتمع الاستخباراتي.